# Emilio Esteban Infantes y Martín
Emilio Esteban Infantes y Martín (Terol, 18 de maig de 1892 - Gijon, 6 de setembre de 1962) va ser un militar espanyol, company a l'Acadèmia d'Infanteria de Toledo de Francisco Franco i Juan Yagüe, que va servir durant la Guerra Civil Espanyola, i més tard en la Segona Guerra Mundial com a general de la Wehrmacht en la Divisió Blava formada en la seva major part per voluntaris espanyols falangistes.

## Biografia
El 1907 va ingressar en la Acadèmia d'Infanteria de Toledo quan manava aquesta acadèmia el Coronel José Villalba Riquelme, iniciant la seva carrera militar al Protectorat Espanyol al Marroc, servint a les ordres del general Sanjurjo, a Melilla i Alhucemas. Als vint anys ja era capità i per mèrits de guerra va arribar aviat a tinent coronel. El 1928 va ser nomenat professor de l'Acadèmia General Militar de Saragossa. El 1932 va participar en la Sanjurjada. Condemnat a 12 anys i 1 dia de presó per la seva participació en la revolta del 10 d'agost i amnistiat dos anys després i veient la seva carrera aparentment destrossada, va obrir a Madrid una escola privada especialitzada en la preparació per a l'ingrés en la carrera militar, atenent personalment l'assignatura de matemàtiques.

### Guerra Civil
La rebel·lió militar el va sorprendre en Madrid aconseguint incorporar-se al bàndol revoltat a Burgos on va exercir la prefectura d'Estat Major del Cos d'Exèrcit de Castella. Va ser cap d'Estat Major de les columnes de Somosierra i Navafría, cap de la I Brigada de la Divisió Soria, cap de la III Brigada del Jarama, cap de la I Brigada de la 13a. Divisió, cap de l'Estat Major del Cos d'Exèrcit de Segòvia i cap de l'Estat Major del Cos d'Exèrcit de Castella que va compaginar amb el de cap de la V Divisió de Navarra durant la Ofensiva de Brunete. Posteriorment, va manar la 81a Divisió en la batalla de Terol i va ocupar la Serra de Javalambre. Va assumir el comandament de la V Brigada de Navarra i per la seva actuació rep en recompensa la Medalla Militar.

### Postguerra
Al maig de 1940 va ascendir a general de brigada exercint successivament les prefectures de l'Estat Major de l'Exèrcit del Marroc i de la IV Regió Militar (Catalunya).
Amic del general Varela, va demanar una vegada i una altra una destinació a Rússia.

### Segona Guerra Mundial
Va succeir al general Agustín Muñoz Grandes en el comandament de la Divisió Blava el 12 de desembre de 1942, a les portes de la batalla de Krasny Bor. Va ser condecorat per Hitler amb la Creu de Cavaller de la Creu de Ferro, fou un dels 43 no-alemanys que van rebre aquesta condecoració durant la Segona Guerra Mundial. També va rebre la Creu Alemanya en Or. En la famosa batalla de Krasny Bor va aconseguir resistir la gran ofensiva de l'Exèrcit Roig, que va atacar a les tropes espanyoles amb una força 7 vegades superior i amb el suport de tancs. Gràcies a aquesta victòria, el setge de Leningrad va poder continuar durant un any més. Esteban Infantes va ser ascendit, per mèrits de guerra, a general de Divisió.

### Càrrecs militars durant el franquisme
Després que la Divisió Blava fos dissolta al desembre de 1943, va tornar a Espanya. Va ser nomenat per als següents càrrecs: segon cap de l'Alt Estat Major, cap de la 62a Divisió, cap de la 11a Divisió i Capità General de IX Regió Militar. Va ser nomenat president del Consell Suprem de Justícia Militar i, successivament, Capità General de la VII Regió Militar, Cap de l'Estat Major de l'Exèrcit, llavors anomenat Estat Major Central, i una altra vegada capità general de la VII Regió, passant a exercir el càrrec de Cap de la Casa Militar del Cap de l'Estat, general Francisco Franco. Quan va passar a la reserva, va exercir les funcions de director del Museu de l'Exèrcit i president del Consell Superior Geogràfic.
A més dels dos ascensos per mèrits de guerra a tinent coronel i general de divisió, Emilio Esteban-Infantes estava en possessió de dues Medalles Militars Individuals i les de la Campanya del Marroc, la de la Croada i la de la Campanya de Rússia. Era Cavaller de la Legió d'Honor Francesa i posseïa condecoracions de Portugal, Pèrsia, Líban i la medalla de la Coronació de la Reina d'Anglaterra.
Ascendit al rang de tinent general el 1951 el 1962 va passar a la reserva.

## Obres
- Esteban-Infantes y Martín, Emilio. La División Azul (Donde Asia empieza).  Barcelona España: AHR, 1956. ISBN 978-84-337-0034-6.